# 因博登 (阿肯色州)
因博登（英語：Imboden）是一個位於美國阿肯色州勞倫斯縣的城鎮。

## 地理
因博登的座標為36°12′06″N 91°10′48″W / 36.20167°N 91.18000°W，而該地的平均海拔高度為96米（即315英尺）。

## 人口
根據2020年美國人口普查的數據，因博登的面積為3.30平方千米，皆為陸地。當地共有人口640人，而人口密度為每平方千米257人。